# Спесивцева, Ольга Александровна

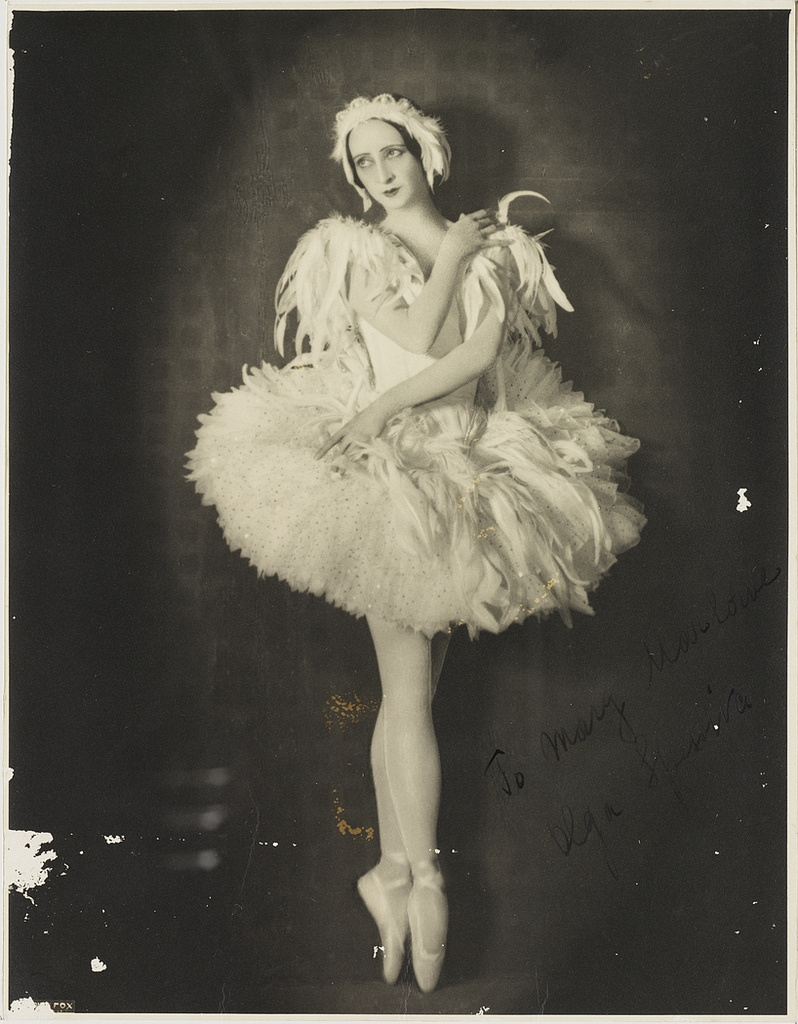
Ольга Спесивцева — Одетта, «Лебединое озеро», 1934 г.

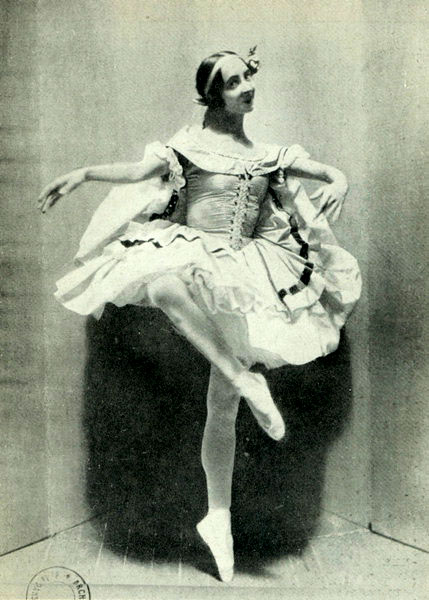
Ольга Спесивцева в балете «Эсмеральда» (?), около 1915

О́льга Алекса́ндровна Спеси́вцева (6 [18] июля 1895, Ростов-на-Дону, Российская империя — 16 сентября 1991, Нью-Йорк, США) — русская прима-балерина.

## Биография
Ольга Спесивцева родилась в Ростове-на-Дону 6 (18) июля 1895 года.
Отец был провинциальным театральным актёром. В семье, кроме Ольги, было ещё четверо детей. Когда Ольге исполнилось шесть лет, отец скончался от туберкулёза, оставив без средств к существованию большую семью. Мать Устинья Марковна, не в силах прокормить всех, вынуждена была отдать в детский приют при доме ветеранов сцены трёх старших детей: Анатолия, Зинаиду и Ольгу. Туда принимали детей — актёрских сирот на полное содержание. Все трое позже были приняты в Санкт-Петербургское театральное училище.
В Императорском театральном училище Ольга училась в балетном классе К. М. Куличевской. Уже на выпускном спектакле Спесивцева показала себя талантливой классической балериной. «Наиболее способной из молодых дочерей Терпсихоры считают Спесивцеву, выдвинувшуюся на экзаменационном спектакле в балете „Сказка Белой ночи“», — сообщала «Петербургская газета». Окончив училище в 1913 году, она тут же была принята на петербургскую сцену императорской балетной труппы, дебютировав на сцене Мариинского театра в балете «Раймонда» в исполнении одной из небольших партий. В дальнейшем своё искусство совершенствовала у Екатерины Вазем и Агриппины Вагановой.
Видя безусловный дар юной балерины, Фокин пригласил её работать с ним в Америке. Однако к этому времени она знакомится с литературным и балетным критиком-модернистом А. Л. Волынским, оказавшим на балерину огромное творческое влияние, а вскоре ставшим её гражданским мужем. Волынский был приверженцем классического балета и отметал новшества и балетные реформы, и Ольга Спесивцева под его влиянием отказалась от сотрудничества с Фокиным. Но через год после отказа Фокину и через три года после начала балетной карьеры уже гастролировала с «Русским балетом Дягилева» в США. Она стала партнёршей Нижинского в «Сильфидах» и «Призраке розы». Слава об этом балетном дуэте пересекла все границы и наметила совершенно новые рубежи для совсем ещё юной исполнительницы. По преданию, Дягилев любил повторять слова великого Энрико Чеккетти: «В мире родилось яблоко, его разрезали надвое, одна половина стала Анной Павловой, другая — Ольгой Спесивцевой». При этом он добавлял: «Для меня Спесивцева — та сторона яблока, которая обращена к солнцу». «Когда я увидел Павлову, то подумал, что она — моя Тальони. Но Спесивцева была тоньше и чище Павловой», — вспоминал Дягилев.
С 1918 года она уже ведущая танцовщица, а с 1920 — прима-балерина Мариинского театра. С 1919 года Ольга Спесивцева начала заниматься у Вагановой, и эти занятия и передача опыта старшей балерины оказали огромное влияние. В 1919 году, когда стране было совершенно не до балета и всё вокруг крушилось, Ольга Спесивцева под руководством Вагановой подготовила главные партии в балетах «Жизель» и «Лебединое озеро». В том же году к её репертуару прибавляются «Корсар», «Баядерка» и любимая ею, одна из лучших ролей — Эсмеральда. Большая нагрузка и полыхающий послереволюционный Петроград приводят к болезни — начинается туберкулёз. На сцену она возвращается в мае 1921 года.
Расставшись с Акимом Волынским вскоре после прихода большевиков к власти, она стала фактической женой работника Петросовета Бориса Каплуна, который в результате помог ей в 1924 году эмигрировать вместе с матерью якобы на лечение в Италию, но балерина осталась во Франции, где в 1924—1932 годах выступала в парижском «Гранд-Опера», став ведущей приглашённой балериной парижской Оперы. В 1924 году сопровождала заместителя директора «Севзапкино» Альберта Сливкина в его поездке по Европе. По воспоминаниям Ольги Грудцовой, они в это время состояли в романтической связи. Работая в Париже, она находила время для гастролей. На гастролях 1927 года в Италии танцевала «Жар-птицу», «Лебединое озеро», «Свадьбу Авроры». В том же году Джордж Баланчин специально для неё поставил балет «Кошка» на музыку Анри Соге. Вернувшись в Гранд Опера, Ольга Спесивцева приняла участие в балете «Трагедия Саломеи» на музыку Ф. Шмитта и Н. Гуэры. После того как пост главного балетмейстера занял Серж Лифарь, она исполняла партии в его балетах «Творения Прометея», «Вакх и Ариадна». Её французскими партнерами были русские артисты Вацлав Нижинский и Серж Лифарь, а также скрывающийся за русским псевдонимом Антон Долин английский артист Сидни Фрэнсис Патрик Чиппендалл Хили-Кей (Healey-Kay); через много лет Лифарь и Долин написали мемуарные книги о её трагической судьбе. Там же она вышла замуж ещё раз — за русско-французского танцовщика и педагога Бориса Князева.
С 1932 года Спесивцева работает с труппой Фокина в Буэнос-Айресе, а в 1934 году, на положении звезды, она посещает Австралию в составе бывшей труппы Анны Павловой, которой в это время руководит Виктор Дандре. А в это время её мать в Париже, не дождавшись возвращения дочери из дальней гастрольной поездки, уезжает в Россию.
Напряжённая жизнь и неопределённость приводят балерину в отчаяние и подрывают её психическое здоровье. Она с Борисом Князевым открывает небольшую студию, пробует свои силы в педагогике, пытается поставить спектакль силами учеников. Однако балетной педагогикой занимается в первую очередь не она, а муж. Через некоторое время они расстаются.
Последнее её выступление в Париже состоялось в 1939 году, после чего она уехала в США. У неё уже давно стали проявляться симптомы психического заболевания. В 1943 году признаки болезни проявились особенно тяжело, она все более теряла память. Балерина вынуждена была прекратить балетную карьеру. 20 лет жизни (с 1943 до 1963) она провела в психиатрической лечебнице, память постепенно восстановилась, и выдающаяся балерина выздоровела. Однако вернуться к сцене она уже не могла по возрасту.
Последние годы она жила в пансионе на ферме Толстовского фонда, созданного Александрой Толстой, в городке Вэлли-Коттедж вблизи Нью-Йорка. Марис Лиепа, посетивший пансион, оставил воспоминание о встрече с Ольгой Александровной:

«Маленькая комнатка с почти спартанской обстановкой: кушетка, стол, шкаф и умывальник составляли все её убранство. Наконец к нам вышла очень изящная, с классической, то есть гладкой, балетной причёской женщина, с широко раскрытыми возбуждёнными глазами. Она поздоровалась, расцеловала нас всех по очереди, сказала, что всё утро ужасно волновалась, когда узнала, что в гости к ней едут Уланова и Долин… Она сказала, что неважно себя чувствует, потому что приближается Пасха, а Великий пост чрезвычайно ослабил её, и, когда мы преподнесли ей розы, она растрогалась и расплакалась безутешно, и мы невольно почувствовали себя так, словно совершили бестактность… Мы уехали полные жалости и сострадания к судьбе известной в своё время балерины. Дело было даже не в болезни, дело было в безысходности и одиночестве, которыми веяло от её пристанища и от всей её маленькой, сохранившей изящество фигурки».
Похоронена на русском кладбище в Ново-Дивееве.  Через шесть лет Борис Эйфман поставил на сцене Александринского театра балет о Спесивцевой — «Красная Жизель».

## Избранный репертуар
- «Жизель» А. Адана — Жизель
- «Лебединое озеро» П. И. Чайковского — Одетта-Одиллия
- «Корсар» на музыку А. Адана, Л. Делиба, Р. Дриго, Ц. Пуни
- 1919 — «Баядерка» Л. Минкуса — Никия
- «Эсмеральда» на музыку Ц. Пуни, Р. Глиэра, С. Василенко — Эсмеральда
- «Щелкунчик» П. И. Чайковского
- «Шопениана» («Сильфиды») на музыку Ф. Шопена в хореографии М. М. Фокина — Солистка
- «Видение розы» («Призрак розы») — Девушка
- «Пахита» Л. Минкуса
- «Дочь фараона» Ц. Пуни — Аспиччия (Рамзея)
- 1919 — «Спящая красавица» П. И. Чайковского — Аврора, Фея Бриллиантов, Принцесса Флорина
- «Евника» на музыку А. В. Щербачева в хореографии М. М. Фокина — Подруга Евники
- 1917 — «Эрос» на музыку Серенады для струнного оркестра до мажор П. И. Чайковского в хореографии М. М. Фокина — Девушка
- 1927 — «Жар-птица»
- «Конёк-Горбунок» Ц. Пуни — Царь-девица
- «Кошка» на музыку А. Соге, балетмейстер Дж. Баланчин
- «Трагедия Саломеи» Н. Гуэрра, балетмейстер Дж. Баланчин — Саломея
- «Праздничный вечер» Л. Стаатса
- «Творение Прометея»
- «Бахус и Ариадна», балетмейстер Серж Лифарь, в балетах Лифаря она особо проявила свою «бестелесную экзальтацию»[6].
- 1913 — концертный номер «Испанский танец»
- «Умирающий лебедь» К. Сен-Санса в хореографии М. М. Фокина
- «Свадьба Авроры»
- «Ромео и Джульетта»
- «Раймонда»
- «Дон Кихот»
- «Тщетная предосторожность»
- «Коппелия»
- «Шехеразада»
- «Петрушка»
- «Зефир и Флора»
- «Сильвия»
- «Талисман»
- «Ненюфар»
- «Египетские ночи»
- «Павильон Армиды»
- «Каприз бабочки»
- «Карнавал»
- «Арлекинада»
- «Арагонская хота»
- «Бабочка»
- «Блудный сын»
- «Вий»
- «Весенние мечты»
- «Менуэт Бетховена»
- «Вальс Штрауса»
- «Павана»
- «Птица-пророк»
- «Психея»
- «Трильби»
- «Фея кукол»
- «Фиаметта»
- «Тристан и Изольда»
- «Синяя птица»
- «Стальной шаг»
- «Рыцарь и фея», и др.

## Память
- В 1995 году кинорежиссёр Алексей Учитель снял фильм «Мания Жизели», посвящённый судьбе Ольги Спесивцевой. Её роль исполнила актриса Галина Тюнина.
- «Божественная Жизель» (1997), документальный фильм Майи Меркель.
- С 2018 года в Ростовском музыкальном театре проходит Международный фестиваль балета имени Ольги Спесивцевой[11].